# سیارک ۲۲۴۴۰
سیارک ۲۲۴۴۰ (به انگلیسی: 22440 Bangsgaard، نامگذاری:1996KA)۲۲۴۴۰مین سیارک کشف شده‌است که در ۱۷ مه ۱۹۹۶ کشف شد.